# Xylotribus decorator
Xylotribus decorator là một loài bọ cánh cứng trong họ Cerambycidae.